# Booo
Booo ist ein schwedischer animierter Kurzfilm von Alicja Jaworski aus dem Jahr 2009. In Deutschland feierte der Film am 2. Mai 2009 bei den Internationalen Kurzfilmtagen in Oberhausen Premiere.

## Handlung
Das einsame Kaninchen Booo lernt drei andere verrückte Kaninchen kennen und hilft ihnen, als sie Probleme mit einem Hund bekommen.

## Kritiken
„Der Animationsfilm versteht es mit einfachen Mitteln, seinem jungen Publikum eine Geschichte vom ‚Anderssein‘ und von Freundschaft zu erzählen und benötigt dafür fast nur einen Laut.“

## Auszeichnungen
Internationale Kurzfilmtage Oberhausen 2009
- Lobende Erwähnung der Kinojury

Sancy Film Festival for Young People
- Prize for best film in the selection for children aged 3